# Ascitespunctie
Een ascitespunctie is een medische procedure waarbij vocht uit de buikholte wordt afgenomen. Dit gebeurt door met een punctienaald links of rechts onder in de buikholte te prikken. Een ascitespunctie wordt onder meer gebruikt voor behandeling van ascites, een vochtophoping in de vrije buikholte die kan ontstaan bij bijvoorbeeld levercirrose of een maligniteit.